# A Dűne: A Harkonnen-ház
A Dűne: A Harkonnen-ház a Ház-trilógia második kötete. A klasszikus sorozathoz Brian Herbert és írótársa, Kevin J. Anderson készített egy előzményciklust. Ez a trilógia Frank Herbert jegyzetei alapján született, ám az ősrajongók körében nem aratott osztatlan sikert. Ellenben megnyitotta a kaput a rajongók egy új generációja előtt.

## Magyarul
- Brian Herbert–Kevin J. Anderson: A Dűne. A Harkonnen-ház ; ford. Mohácsi Enikő; Szukits, Szeged, 2001